# キュリー温度
キュリー温度（キュリーおんど、英: Curie temperature、記号{\displaystyle T_{\mathrm {c} }}）とは物理学や物質科学において、強磁性体が常磁性体に変化する転移温度、もしくは強誘電体が常誘電体に変化する転移温度である。キュリー点（キュリーてん、Curie point）とも呼ばれる。ピエール・キュリーより名づけられた。

## 強磁性体のキュリー温度
| 物質名    | キュリー温度 (K) |
| --------- | ---------------- |
| Co        | 1388             |
| Fe        | 1043             |
| FeOFe2O3* | 858              |
| NiOFe2O3* | 858              |
| CuOFe2O3* | 728              |
| MgOFe2O3* | 713              |
| MnBi      | 630              |
| Ni        | 627              |
| MnSb      | 587              |
| MnOFe2O3* | 573              |
| Y3Fe5O12* | 560              |
| CrO2      | 386              |
| MnAs      | 318              |
| Gd        | 292              |
| Dy        | 88               |
| EuO       | 69               |

強磁性体におけるキュリー温度は、その温度以上では強磁性の性質が失われる温度である。キュリー温度よりも低い温度では磁気モーメントは磁区の内部で部分的に整列している。温度がキュリー温度へと上昇するに伴い、それぞれの磁区内での磁気モーメントの整列（即ち磁化）は減少する。キュリー温度以上では、物質は純粋な常磁性として振る舞い、磁気モーメントが整列した磁区は消失する（消磁）。
キュリー温度以上の温度領域では、磁場を印加すると磁化に常磁性的な反応が現れる。しかし強磁性と常磁性の交じり合った物質では、磁化には印加磁場の強さに応じたヒステリシス曲線が表れる。キュリー温度での磁化の消失は二次相転移であり、理論的に磁化率が無限大に発散する。この困難を解決するためには、臨界指数を用いることができる。
この効果の応用例は記録メディアの一種である光磁気ディスク (MO) である。光磁気ディスクのデータの消去や書き込みにこの磁性体の特性が用いられている。MO以外にも、ソニーのミニディスクや、一般には普及しなかったCD-MOなどにも応用がされている。
他の使用例としては温度制御があり、Weller社のWTCPTのようにはんだごてや、より一般には温度制御が求められる一部の分野で用いられている。

## 強誘電体のキュリー温度
強磁性体との類推により、キュリー温度は強誘電体（圧電物質）が自発分極や圧電特性を失う温度にも用いられる。チタン酸ジルコン酸鉛 (PZT)においては、{\displaystyle T_{\mathrm {c} }}以下では正方晶であり、単位格子の中心には変位した陽イオンがあるため電気双極子をもつ。{\displaystyle T_{\mathrm {c} }}以上では立方晶となり、中心の変位陽イオンはちょうど中心に位置するようになる。よって電気双極子モーメントと自発分極がなくなる。

## キュリー・ワイスの法則
磁性体においては、キュリー温度以上では、磁化率（帯磁率）をχ、絶対温度をT、キュリー定数をCとしたとき、
{\displaystyle \chi ={\frac {C}{T-\theta _{p}}}}
という関係が成り立つ。これを、キュリー・ワイスの法則と呼ぶ。ここで{\displaystyle \theta _{p}}は常磁性キュリー温度などとよばれる。
誘電体でも同様に、誘電率をε、絶対温度をTとしたとき、
{\displaystyle \epsilon ={\frac {C}{T-\theta _{p}}}}
が成り立つ。このときの{\displaystyle \theta _{p}}は常誘電性キュリー温度とよばれる。